# Скачков, Кирилл Сергеевич
Кирилл Сергеевич Скачков (6 августа 1987, Новокузнецк) — российский игрок в настольный теннис, серебряный призёр чемпионата Европы 2011 года и бронзовый призёр чемпионата Европы 2015 года в парном разряде, участник российской команды на Олимпийских играх 2012 года в Лондоне. Чемпион России 2021 года в одиночном разряде, двукратный чемпион России в смешанном разряде (2006 и 2015), трёхкратный чемпион России в парном разряде (2013, 2023, 2024).

## Биография
Кирилл Скачков начал заниматься настольным теннисом в 7 лет, в ДЮСШ спортивного клуба «Запсибовец», расположенной в доме, где он проживал. Первый тренер — Екатерина Васильевна Попова, затем Кирилла тренировал Борис Николаевич Юрченко. В 15 лет переехал в Самару, где стал заниматься под руководством Виктора Поликарповича Павленко. В 15 лет выполнил норматив мастера спорта.
В 2005 году стал серебряным призёром юношеского Первенства мира в городе Линц (Австрия) в парном разряде.
Серебряный призёр чемпионата Европы 2011 года в парном разряде (вместе с Александром Шибаевым).
Серебряный призёр Евро Топ-12 2012 года.
Участник Олимпийских игр 2012 года в Лондоне. В командном первенстве вместе с Алексеем Смирновым сумел выиграть матч у китайской пары Ван Хао и Ма Лун со счётом 3-2. Все три одиночных матча россияне уступили будущим чемпионам со счётом 0-3.
Бронзовый призёр чемпионата Европы 2015 года в парном разряде (вместе с Александром Шибаевым).
В апреле 2021 года в возрасте 33 года впервые в своей карьере стал чемпионом России по настольному теннису в одиночном разряде.
Участник Олимпийских игр 2020.
С 2022 года выступает за мужскую команду Клуба настольного тенниса УГМК. В составе команды стал чемпионом страны в сезонах 2022/2023 и 2023/2024.

## Стиль игры и ракетка
Кирилл Скачков — правша, играет в атакующем стиле.
На чемпионате России 2021 года играл следующей сборкой: основание Donic Skachkov Carbon, накладками Donic BlueGrip C2 и Donic BlueGrip C2.

### Чемпионаты России
| Разряды | Одиночный | Парный  | Микст   | Командный |
| ------- | --------- | ------- | ------- | --------- |
| 2005    |           |         | Серебро |           |
| 2006    | Серебро   | Бронза  | Золото  |           |
| 2007    | Бронза    | Серебро |         |           |
| 2009    |           | Бронза  |         |           |
| 2011    |           | Бронза  |         |           |
| 2012    | Серебро   | Бронза  |         |           |
| 2013    |           | Золото  | Бронза  |           |
| 2014    |           |         |         | Бронза    |
| 2015    |           | Серебро | Золото  |           |
| 2016    |           |         |         | Серебро   |
| 2017    |           |         |         | Бронза    |
| 2018    |           | Серебро | Бронза  | Бронза    |
| 2019    |           | Серебро |         | Золото    |
| 2020    |           |         |         | Бронза    |
| 2021    | Золото    | Бронза  |         | Золото    |
| 2022    |           | Серебро | Серебро | Золото    |
| 2023    | Бронза    | Золото  |         | Серебро   |
| 2024    |           | Золото  |         |           |